# Az 1277-es párizsi elítélő határozat
A középkori filozófia és tudományosság fejlődését nagyban befolyásoló elítélő határozat a keresztény egyház reakciójának tekinthető az ekkor terjedő radikális arisztotelizmusra, avagy avveroizmusra. A 219 tételt tartalmazó, 16 teológusból álló bizottság segítségével összeállított elítélő határozatot 1277. március 7-én Stephanus Tempier párizsi püspök bocsátotta ki. Bár a dokumentum lokális érvényű volt, ez az esemény nagyban befolyásolta a 13. század végi filozófiát, annak arisztoteliánus irányzatait. Az elítélt tételek nemcsak az averroisták, így Sigerus de Brabantia és Boëthius de Dacia tanait érintették, hanem Aquinói Szent Tamás tanításait is, s ezzel a tomizmus terjedésére is hatással voltak.
Pierre Duhem tudománytörténész véleménye szerint e határozat révén született meg a modern tudományosság, ugyanis a tiltások utat adtak egyes fizikai és kozmológiai problémák nem arisztoteliánus megoldására, s ezzel egy új fizika megalkotására sarkallták a korabeli tudósokat.

A határozat szövegét az jellemzi, hogy nem egyértelműen azonosítható, kiknek mely szövegeire utalnak az egyes tételek, emellett a tételek sorrendje is esetleges, logikai elrendezés nélküli. Az elítélő határozatnak ez a rendszerezetlensége is nagyban hozzájárult ahhoz, hogy a szöveg több filológiai kutatás középpontjába kerüljön. 

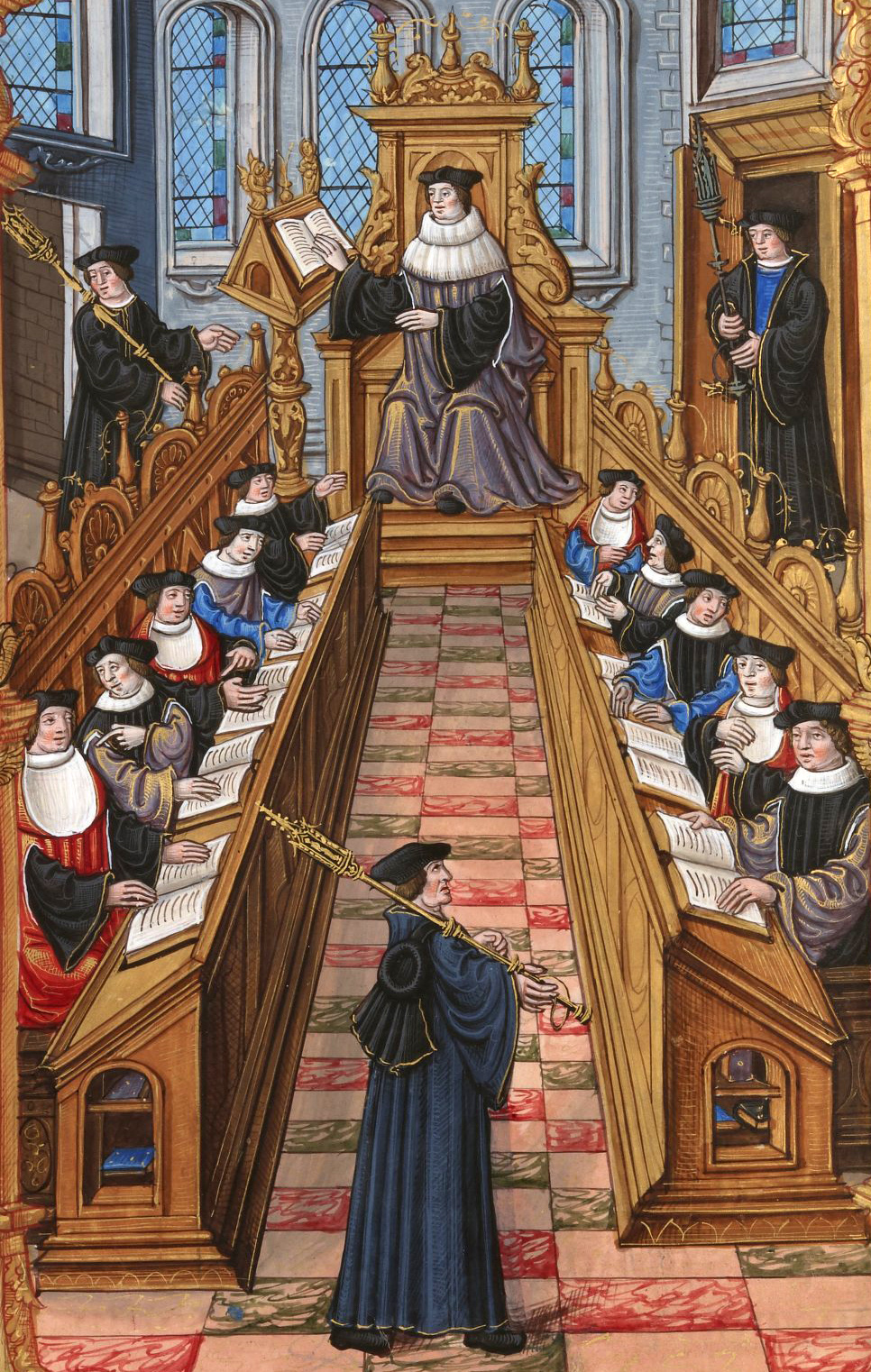
A párizsi egyetem

## Előzmények
Az 1277-es határozat csak egy a 13., valamint 14. században a párizsi egyetemen született elítélő határozatok közül.
A korábbi párizsi elítélések egyik legjelentősebbike az 1270. december 10-én Stephanus Tempier püspök által elítélt 13 tétel. Ennek érintett problémakörei a lélek természete, az akarat szabadságának korlátai, a világ örökkévalósága valamint az isteni előrelátás és megismerőképesség. Ezen tételek mindegyike megtalálható a ferences teológus, Bonaventura prédikációiban.
Az elítélő határozatok tiltásait gyakran gyűjteményekben foglalták össze, ilyen gyűjtemény a Collectio errorum in anglia et parisius, mely 22 fejezetben mutatja be Robert Kilwardby érsek 1277-es oxfordi, Bishop William of Alvernia 1241-es párizsi, valamint Stephanus Tempier 1270-es és 1277-es párizsi elítélését.
Az arisztoteliánus filozófia elleni rendelkezések sem voltak ez időben egyedülállóak: 1210-ben és 1215-ben tiltólistára tették Arisztotelész Metafizika című művét, természetfilozófiai műveit, valamint Avicenna és Alfarabi kommentárjait. 1231-ben pedig IX. Gergely pápa újra tilalmat rendelt el ezek megtisztításáig.

## Az elítélés körülményei, az esemény
Az 1277-ben összeállított határozat létrejöttének körülményei több ponton is homályosak. A hagyomány szerint XXI. János pápa 1277. január 18-án felhívta Tempier püspök figyelmét arra, szóbeszédeket hallott, hogy a párizsi egyetem artes fakultásán eretnek tanokat terjesztenek. Az elítélő határozatot március 7-én, tehát a pápai levél megérkezését követő 6 hét elteltével már ki is adták. Ez is magyarázhatja a szöveg rendezetlen és összeszedetlen voltát. Rejtélyes körülmény azonban, hogy Tempier a határozat bevezetőjében nem említi a pápa nevét, valamint hogy egy 1277. áprilisi pápai levélben nem esik szó arról, hogy XXI. János tudott volna Tempier akciójáról. Ezek alapján az is lehetséges, hogy a jegyzék előkészítése már akkor folyamatban volt, amikor Tempier püspök megkapta a januári pápai levelet.
Mindebből látható, hogy a lista összeállítását nem előzte meg alapos vizsgálódás. Tempier a jegyzékhez csatolt szövegében azt írja, hogy kikérte „a Szentírás doktorainak és más bölcs férfiaknak tanácsát”, ám arról, hogy milyen módszert követtek a lista előállításánál, eltérnek az állítások. Biztos forrásokból tudható, hogy 16 neoaugusztiniánus, konzervatív teológus magiszter, köztük Henricus Gandavensis, adtak tanácsot a püspöknek. Tempier a határozat szövegében arra utal, hogy a dokumentum állításokat tartalmazó cetlikből, cédulákból állt össze, ezért valószínűsíthető, hogy a teológus magiszterek ilyen kis lapokon rögzítették az általuk helytelennek vélt állításokat. Ez a tény megmagyarázná azt, hogy a határozat szövege miért ilyen szerkesztetlen, s tartalmaz egymásnak ellentmondó állításokat is.

## Jogi háttér
A XIII–XIV. században az egyházi autoritások beavatkozása az egyetemek szellemi életébe nem volt meglepő dolog. Az egyetemek szabadsága ugyanis nem tanszabadságot jelentett, csak azt, hogy a világi hatalmakkal szemben az egyetemek klerikus tagjai védelmet élveztek. Ha az egyházi hatalmak éltek ezen jogaikkal, az egyetem magisztereinek nem volt lehetőségük arra, hogy ellenvéleményüket kifejezzék. 
A 13–14. században a polgári szabadság előretörésével az egyetemek autonómiája is lehetővé vált.

## A szöveg
Az elítélő határozat rejtélyességét az is adja, hogy Tempier nem határozza meg pontosan, kikre vonatkoznak az elítélések. A határozat bevezetőjében ezt írja: „…Párizsban néhányan azok közül, akik a szabad művészet fakultásán a tudományokkal foglalkoznak, veszik maguknak a bátorságot, hogy saját fakultásuk határain túllépve, bizonyos, a jelen irathoz csatolt jegyzék által tartalmazott, nyilvánvaló és kárhozatos tévedéseket, sőt mi több, hiábavalóságokat és hazug esztelenségeket adjanak elő és vitassanak meg az iskolákban…”.
Azonban létezik egy olyan kézirat, mely „az eretnek Sigerius és Boëthius ellen” címet adja a listának. Emellett a lista 219 állításából 60 bizonyos valószínűséggel megtalálható e két szerző, Sigerius de Brabantia és Boëthius de Dacia fennmaradt szövegeiben.John F. N. Wippel kutatása szerint a lista tartalmaz Aquniói Szent Tamásra vonatkozó állításokat is. Bár Tempier előszavában nem említi azt, hogy az elítélt személyek saját tanaikat adják elő, Aquinói Szent Tamás halálának 3. évfordulóján, 1325. február 14-én Etienne Bourret párizsi püspök mégis érvénytelennek nyilvánította Tempier határozatát, valószínűleg azon okból, hogy az akkorra már szentté avatott Aquinói Tamás nézetei is érintettek voltak benne.
A Tempier előszavából fentebb említett szövegrészletben az előad, megvitat szavak használata arra is okot adhat, hogy azt gondoljuk, a határozat szövege nem csupán az egyetem magisztereire, hanem a studensekre, az egyetem hallgatóira is vonatkoztatható legyen.
Az 1277-es elítélő határozat szövege metafizikai, episztemológiai, természetfilozófiai, morálfilozófiai, valamint teológiai kijelentéseket is érint.
Mivel az elítélések eredeti sorrendje nem mutat semmilyen tematikus szervezettséget, Pierre Mandonnet és John F. N Wippel is létrehozott egy sorrendi rekonstrukciót. 
Mandonnet 179 filozófiai és 40 teológiai tézisre osztja a határozatot, valamint a következő témakörökbe sorolja be a tételeket:
1. Filozófiai tévedések
A filozófia természetéről, Isten megismerhetőségéről, Isten természetéről, Az isteni tudásról, Az isteni akaratról és képességről, A világ teremtéséről, Az intelligenciák természetéről, Az intelligenciák szerepéről, Az égről és az alsóbb létezők keletkezéséről, A világ örökkévalóságáról, A dolgok szükségszerűségéről és esetlegességéről, Az anyagi dolgok elveiről, Az emberről és a cselekvő értelemről, Az emberi értelem működéséről, Az emberi akaratról, Az etikáról és a morális dolgokról.
2. Teológiai tévedések
A keresztény törvényről, Az egyházi dogmákról, a keresztény erényekről, A végső dolgokról.
Wippel a következőképp osztotta fel az állításokat (a számok az állítások sorszámát jelentik):
- 1-7.: a filozófia természete
- 8-12.: Isten természete, isteni megismerés
- 13-15.: isteni tudás
- 16-26.: isteni mindenhatóság
- 34-61.: intelligenciák
- 67-69.: isteni hatalom
- 80-89.: a világ örökkévalósága
- 117-133.: emberi értelem
- 151-166.: emberi szabadság, akarat
- 180-186.: a teológia, mint tudomány
- 196-199.: Eucharisztia
- 202-205.: keresztény erkölcs
- 213-219.: emberi halhatatlanság; jutalom, büntetés[2]

## A határozat hatása, tudománytörténeti jelentősége
Az elítélő határozat nyilvánvalóan nagy hatással volt a korabeli tudományos életre és diskurzusra. Az artes fakultás magiszterei azon esetekben, amikor egy filozófiai állítás ellentmondott egy-egy hittételnek, egyértelműen kijelentették, hogy a hittétel igaz, azonban mivel munkájuk fontos részét adta az arisztotelészi természetfilozófia, úgy látták, hogy ezek az ellentmondó állításuk így, ellentmondásukban is lehetnek relevánsak, s emiatt nem szabad őket hamis módon interpretálni. Sigerius de Brabantia ezt írja erről Metafizika-kommentárjában: „ a filozófiát helytelen dolog elfödni, s ennélfogva nem szabad itt elhallgatnunk Arisztotelész intencióját, még ha az ellentétben áll is az igazsággal”. Több kutató is úgy gondolta, hogy a határozat szövege lehet az egyik dokumentuma annak a hiedelemnek, miszerint az igazság kettős („duplex veritas”), tehát léteznek olyan filozófiai és olyan teológiai állítások, melyek egyidejűleg igazak lehetnek. (Ezen elmélet létezését azonban semmilyen dokumentum nem igazolja biztosan.)
Az 1277-es elítélő határozat okán sokan azt gondolták, hogy a püspök visszaélt a jogaival. Jacobus Duacensis szerint a „filozófusokat ebben az időben elnyomták”, az elnyomás okai pedig az emberi rosszindulat, irigység, tudatlanság és ostobaság voltak. Véleménye szerint a határozat többeket is elrettentett a filozófiától. A határozat érvényessége azonban lokális volt, s az artes fakultáson működő tudósok leleményessége okán több helyen kikerülhetővé vált.
Az 1277-es elítélő határozat jelentősége azonban Pierre Duhem szerint vitathatatlan. Véleménye szerint mivel a határozat az arisztoteliánus természetfilozófia téziseit reprezentálta, a tiltásokkal utat adott egyes fizikai és kozmológiai problémák nem arisztoteliánus megoldására, s ezzel egy új fizika megalkotására sarkallta a korabeli tudósokat.